# Liste der denkmalgeschützten Objekte in Güttenbach
Die Liste der denkmalgeschützten Objekte in Güttenbach enthält das eine denkmalgeschützte, unbewegliche Objekt der Gemeinde Güttenbach.

## Denkmäler
| Foto |                 | Denkmal                                                       | Standort                               | Beschreibung | Metadaten |
| ---- | --------------- | ------------------------------------------------------------- | -------------------------------------- | --- | --- |
| ja   | Datei hochladen | Kath. Pfarrkirche hl. Joseph HERIS-ID: 30738 Objekt-ID: 27503 | Kirchenplatz 1 Standort KG: Güttenbach | Erbaut wurde die hohe einschiffige Kirche 1930 von Karl Holey. Sie weist einen runden, im Obergeschoß ornamentierter Turm mit Kegeldach auf; ein zweites Rundtürmchen befindet sich an der Südwestecke. Zum Südportal führt eine breite Freitreppe. | BDA-Hist.: Q15124680 Status: § 2a Stand der BDA-Liste: 2025-06-30 Name: Kath. Pfarrkirche hl. Joseph GstNr.: 1 Pfarrkirche Güttenbach |